# Kleiner Ballsaal

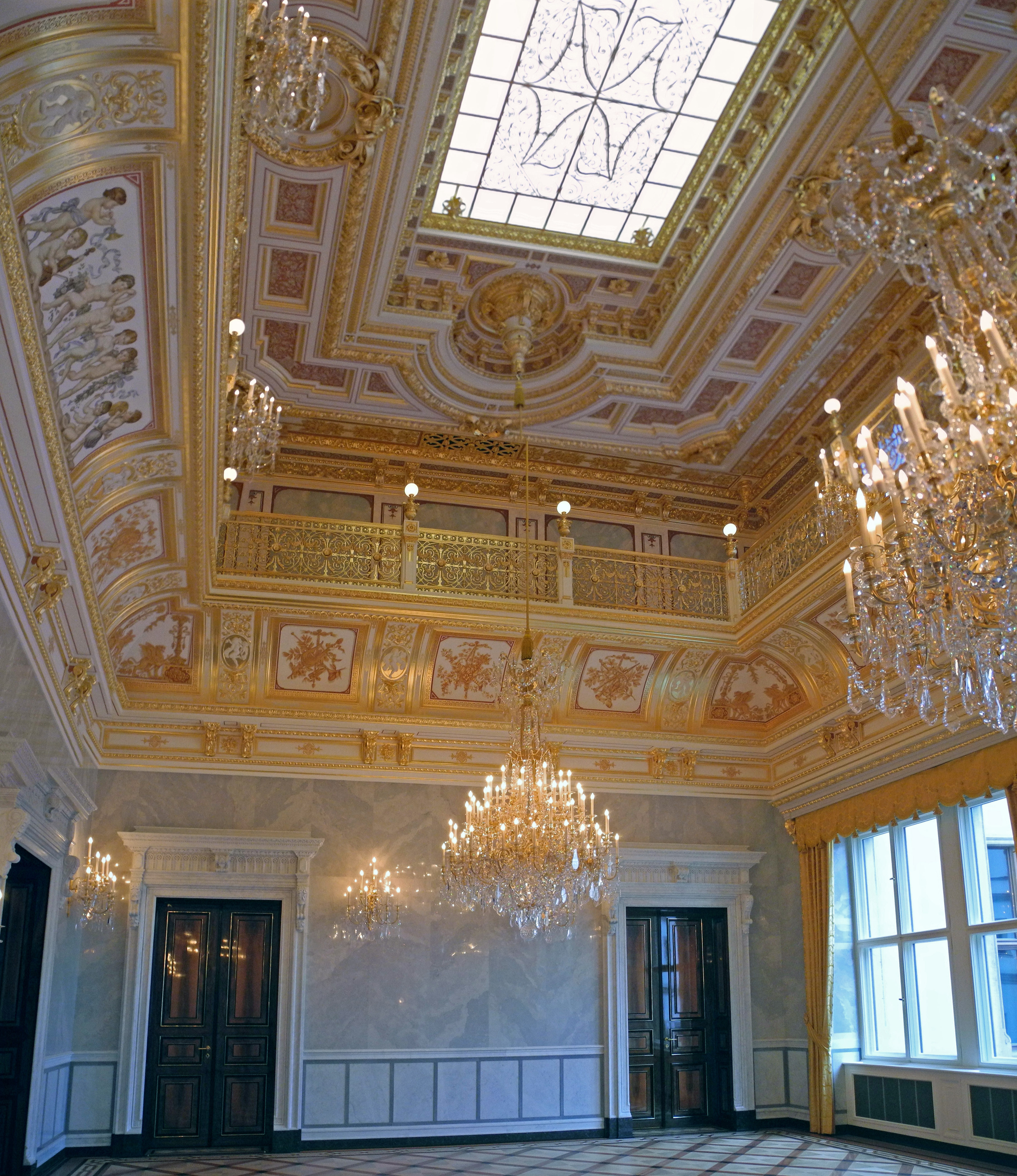
Der Kleine Ballsaal im Residenzschloss Dresden am Tag nach der Wiedereröffnung

Der Kleine Ballsaal ist ein 120 Quadratmeter großer Raum im Residenzschloss Dresden.

## Geschichte
Der Saal wurde zum ersten Mal zwischen 1865 und 1868 im zweiten Obergeschoss des Georgenbaus eingerichtet, „um als Localität für die am Königlichen Hofe mit beschränkter Zahl der Einladung zu gebenden Gesellschaften, namentlich Kammerbälle, benutzt zu werden“. Dieser gehörte damals zum Wohnbereich der sächsischen Königin Amalie Auguste. Entworfen hat den Saal der Hofbaumeister Bernhard Krüger (1821–1881), ein Schüler Gottfried Sempers. Der Saal mit seiner reichen Dekoration aus Blattgold, Marmor und Stuck ist ein wichtiges Zeugnis des Historismus, hier nach dem Vorbild der Hochrenaissance. Feine Ornamente, musizierende Putti und Blumenkinder verleihen ihm eine festliche Atmosphäre. Der Saal ist die bedeutendste Baumaßnahme König Johanns von Sachsen im Residenzschloss. Bei den Luftangriffen auf Dresden 1945 wurde der Saal wie das gesamte Schloss stark beschädigt.

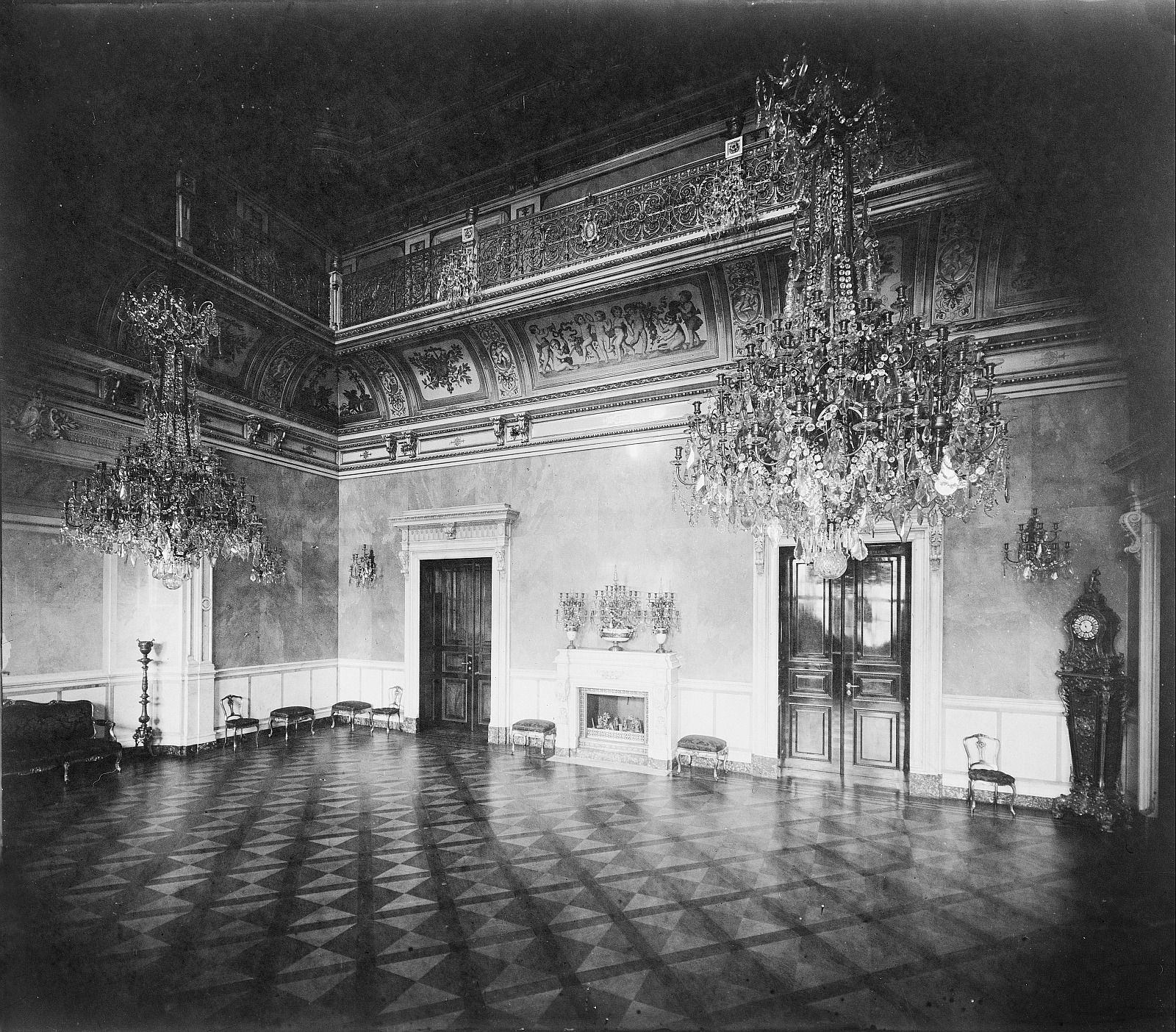
Kleiner Ballsaal (um 1865)

## Historischer Saal

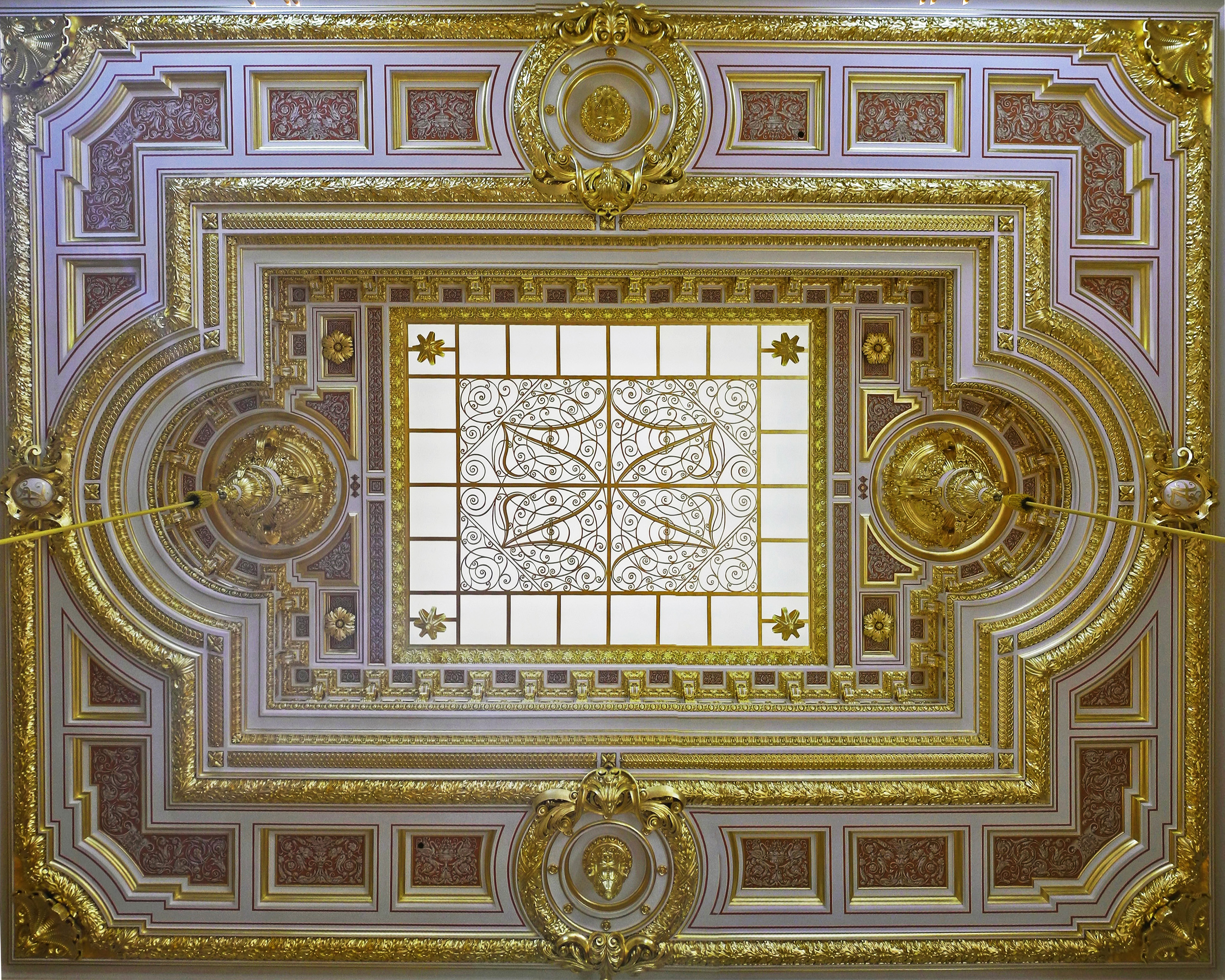
Oberlicht

Bei einer Länge von 11,9 und einer Breite von 9,5 Metern ergibt sich für den rechteckigen Saal eine Grundfläche von rund 113 Quadratmetern; hinzu kommen die Flächen an den Zugängen und einer Nische. Die doppelgeschossige Höhe beträgt 10,9 Meter. Den Boden bildet ein aufwändiges Tafelparkett. Der Saal ist vertikal gegliedert durch einfach gehaltene Wandflächen aus Marmor, Stuckmarmor und Stuccolustro, eine profilierte und mit Malerei versehene große Hohlkehle der Galerie und eine mit aufwändiger Dekoration belegte und reich vergoldete Decke. Außerdem finden sich an den Wänden Türen mit glänzendem Furnier, eine repräsentative Nische an der Südwand und ein Kamin. Den Saal umgibt eine Galerie mit vollständig vergoldetem Geländer aus 2440 Zinkguss-Teilen. Abgeschlossen wird der Saal durch prachtvolle Kristallleuchter und ein großes Oberlicht.
In den Jahren 1941/1942 wurde für den Saal eine Orgel von der Firma Hermann Eule Orgelbau Bautzen als opus 235 gebaut. Sie wurde im Auftrag der NSDAP, Kreis Dresden, errichtet. Gerhard Paulik, Organist der Johanniskirche zu Dresden, entwarf die Disposition und war als Sachverständiger bei dem Projekt eingeladen. Die Orgel verfügte über 12 klingende Register, die auf zwei Manuale und Pedal verteilt waren. Sie wurde auf der Galerie aufgestellt und am 28. Februar 1942 übergeben.
Die Disposition der Orgel lautete:
| I Hauptwerk C–g3 |                |       |
| 1.               | Gedeckt        | 8′    |
| 2.               | Prinzipal      | 4′    |
| 3.               | Larigot        | 1 ⁄3′ |
| 4.               | Scharff III–IV | 1′    |
| 5.               | Regal          | 8′    |

| II Oberwerk C–g3 |                 |    |
| 6.               | Quintadena      | 8′ |
| 7.               | Rohrflöte       | 4′ |
| 8.               | Spitzflöte      | 2′ |
| 9.               | Sifflet         | 1′ |
| 10.              | Sesquialtera II |    |

| Pedal C–f1 |                  |                   |
| 11.        | Subbaß           | 16′               |
|            | Quintadena       | 8′ (Transmission) |
|            | Rohrflöte        | 4′ (Transmission) |
|            | Gemshorn         | 2′ (Transmission) |
| 12.        | Lieblich Posaune | 16′               |

- Koppeln: II/I, II/I Suboktav, I/P, II/P
- Spielhilfen: Tremulant, 1 freie Kombination, Pleno, Walze, Zungen-Absteller, Walze ab, Auslöser

## Rekonstruktion
Die Ruine des Georgenbaus wurde in den Nachkriegsjahren geräumt. Von 1962 bis 1967 erfolgte der Wiederaufbau des Gebäudes, fehlende Wände und Decken wurden eingebaut. Eine erste Zwischennutzung des Raums gab es 1965 bis 1985. Vom ursprünglichen Bau waren in der Wandnische an der Südwand ein Teil des unteren Bereichs der Wandverkleidung und darüber Bereiche des originalen Stuckmarmors erhalten.
Zwischen 2009 (Planungsauftrag) und der Wiedereröffnung am 25. Januar 2019 fand eine umfangreiche Rekonstruktion des Saals statt. Der Saal war gut durch historische Bauunterlagen, Fotografien und Baurechnungen dokumentiert. Die originalen Flächen wurden teilrestauriert und sind heute sichtbar. Auch die drei Leuchter auf dem Kamin sind restaurierte Originale.
Für die Vergoldung der Decke und des Galeriegeländers wurden rund 78.000 Blatt (das sind etwa 1,4 kg) Gold verarbeitet. Für die Feuervergoldung der Kronleuchter und zwei Standleuchter wurden etwa 3,6 kg Gold benötigt, sodass sich ein Materialwert von etwa 300.000 Euro ergibt. Für die Leuchten wurden 7.863 Kristallteile verbaut, darunter 86 Originale.
Ein Kronleuchter wiegt etwa 550 Kilogramm. Das Maßsystem des Saals basiert auf der Sächsischen Elle (56,64 Zentimeter).
Der Kleine Ballsaal lag ursprünglich im obersten Stockwerk des Georgenbaus. Damit konnte Tageslicht durch das Oberlicht eindringen. Beim Wiederaufbau des Schlosses in den 1960er Jahren wurde noch ein Geschoss aufgesetzt, in dem sich heute das Lager des Münzkabinetts befindet. Über dem heutigen Oberlicht sind heute Lampen angebracht, die ihre Helligkeit der Tageszeit und dem richtigen Tageslicht anpassen.
Der Kleine Ballsaal ist einer der wenigen Räume des Dresdner Schlosses, die in ihrer ursprünglichen Fassung wiederaufgebaut wurden. Geplant ist eine Nutzung als Sonderausstellungsbereich. Die Gesamtbaukosten zur Rekonstruktion betrugen 6,1 Millionen Euro, finanziert vom Freistaat Sachsen und dem Bund.

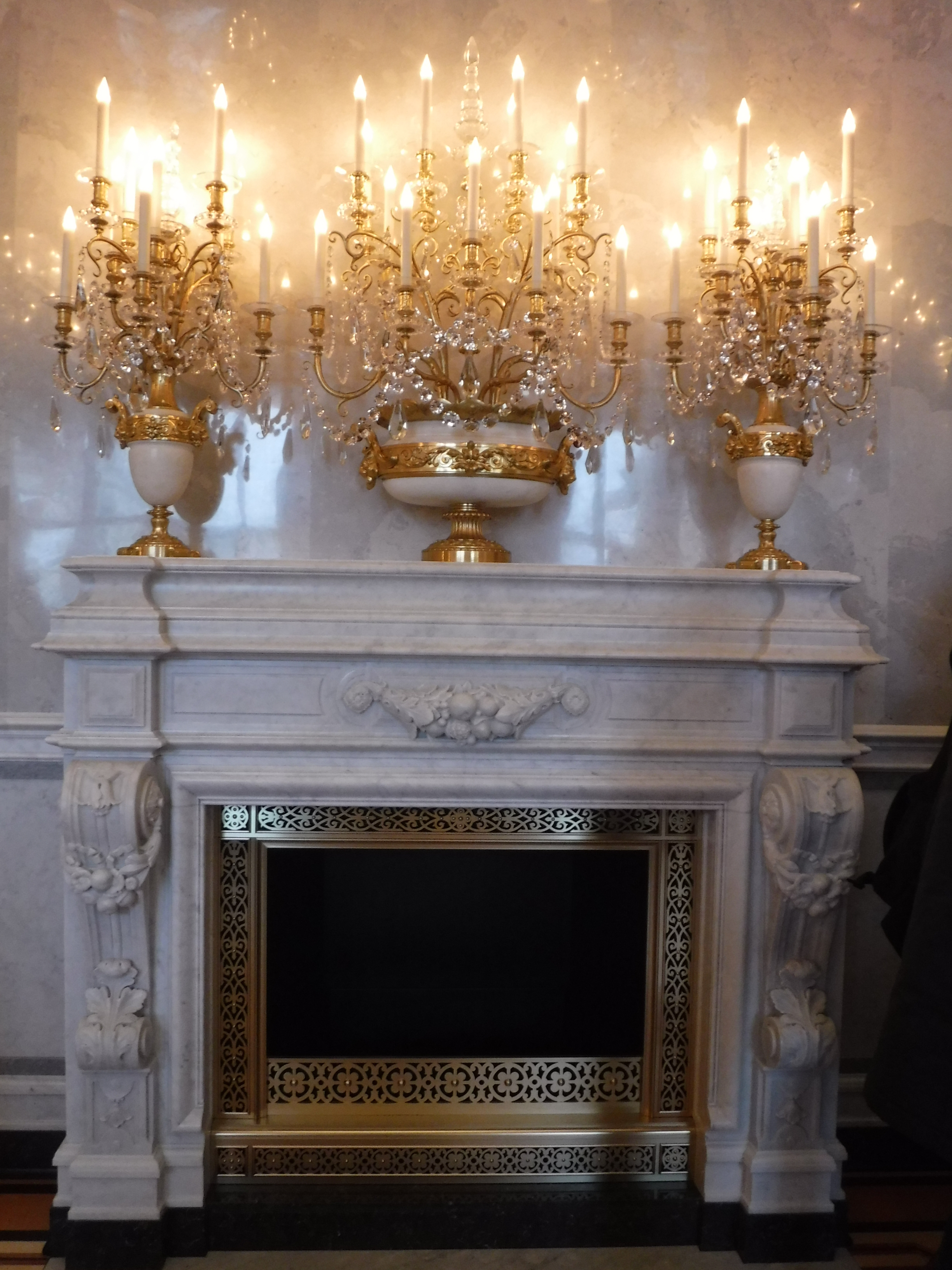
Kamin mit restaurierten Originalleuchtern
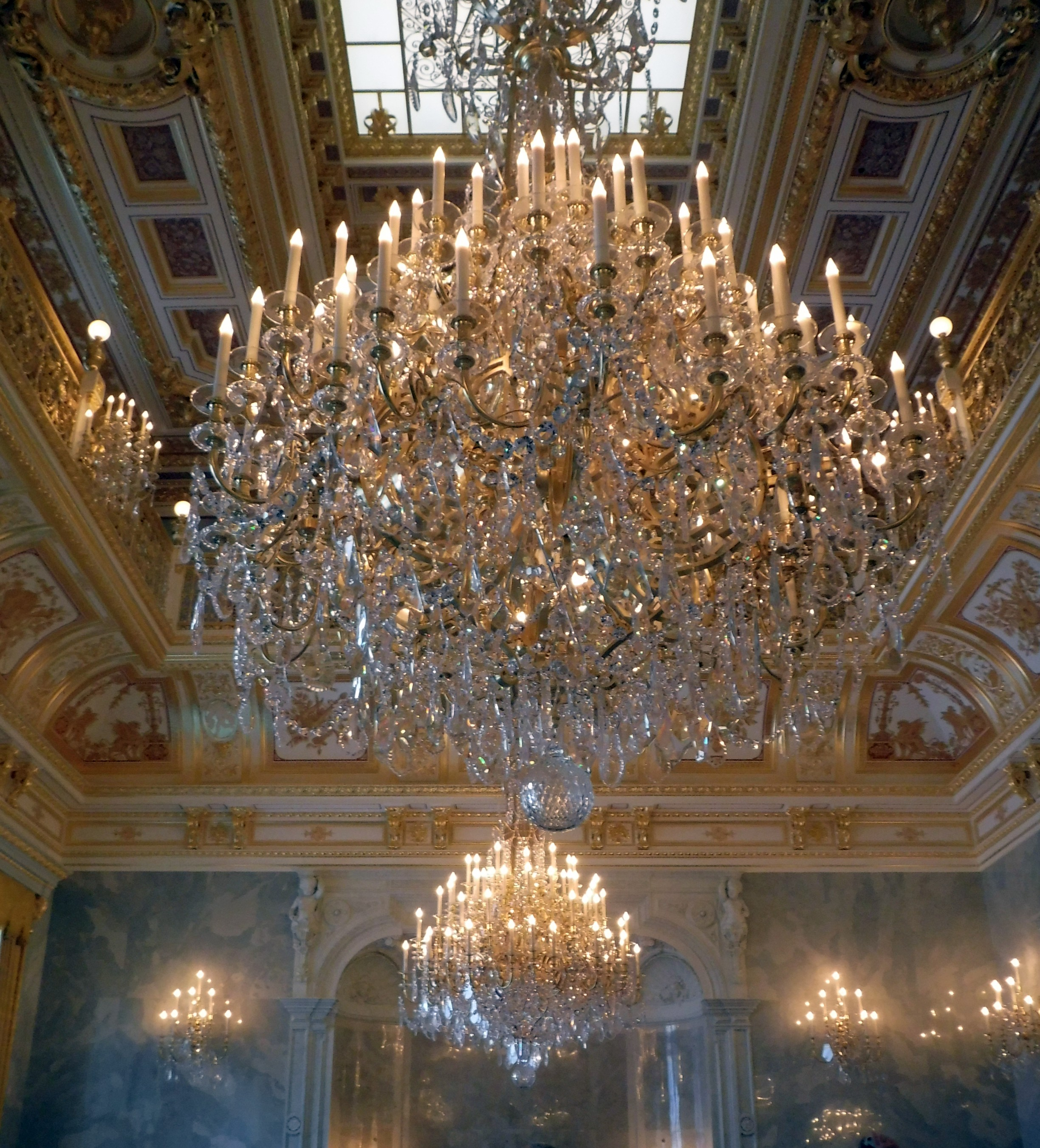
Kronleuchter
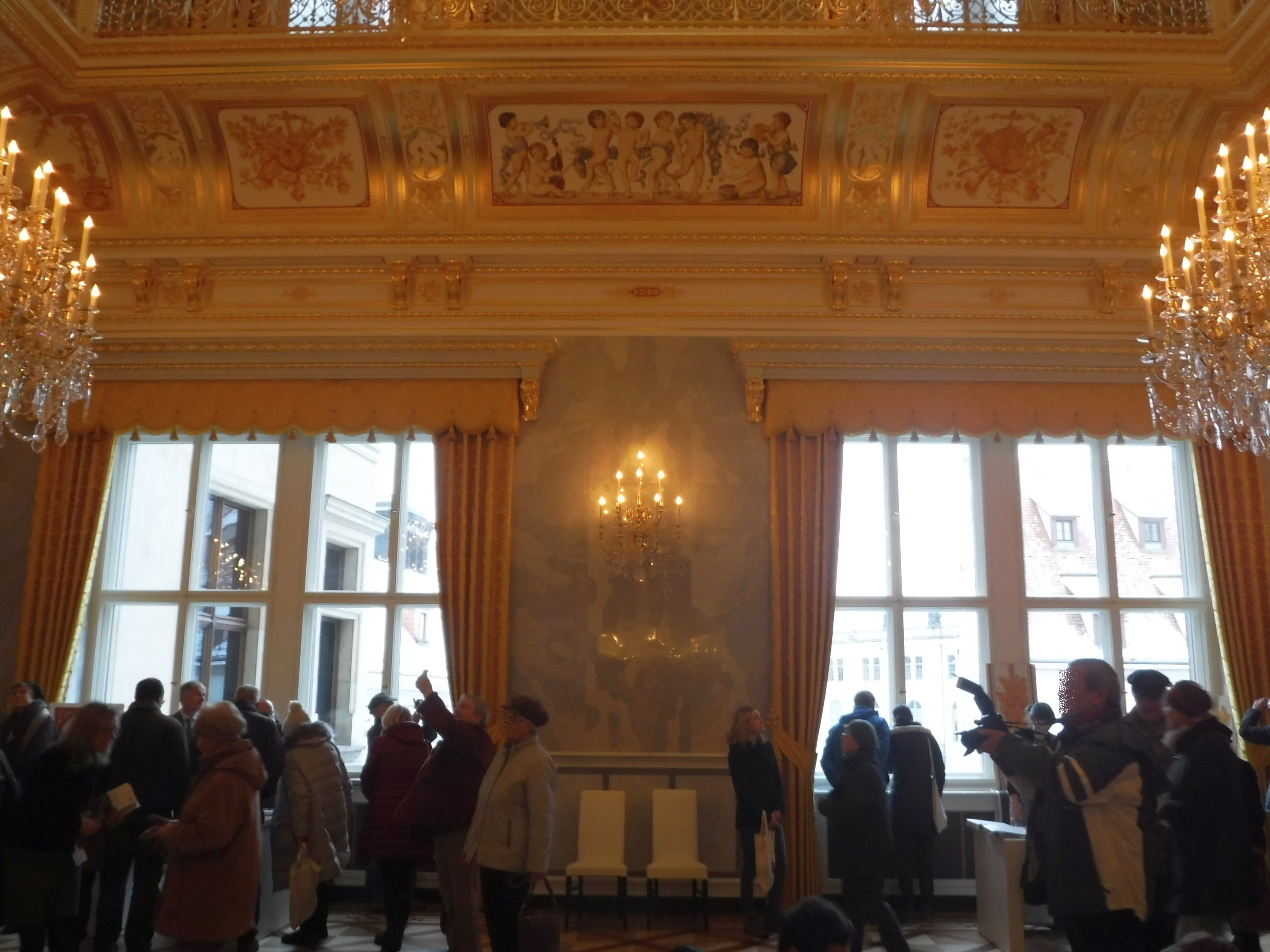
Ostseite
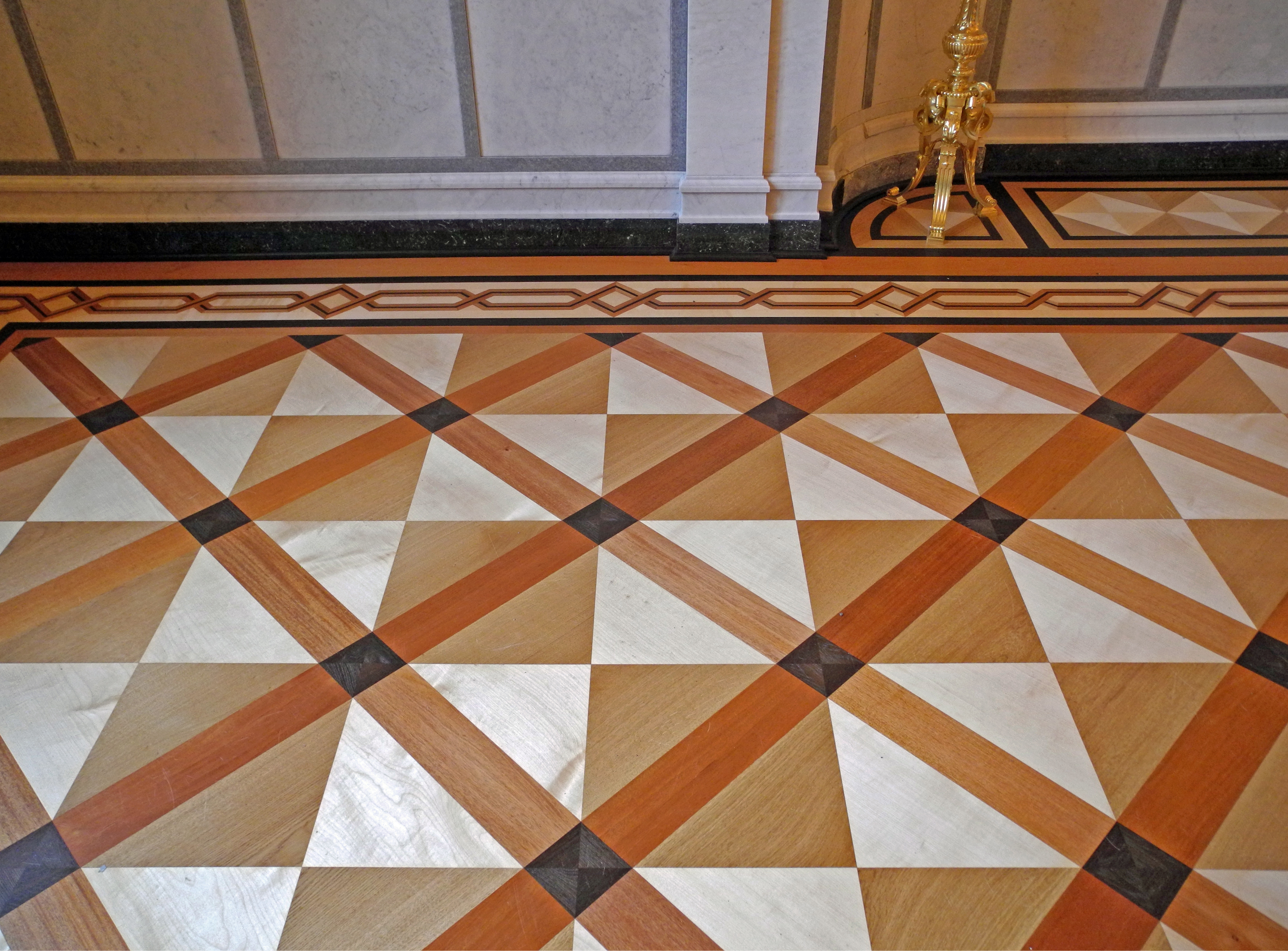
Tafelparkett
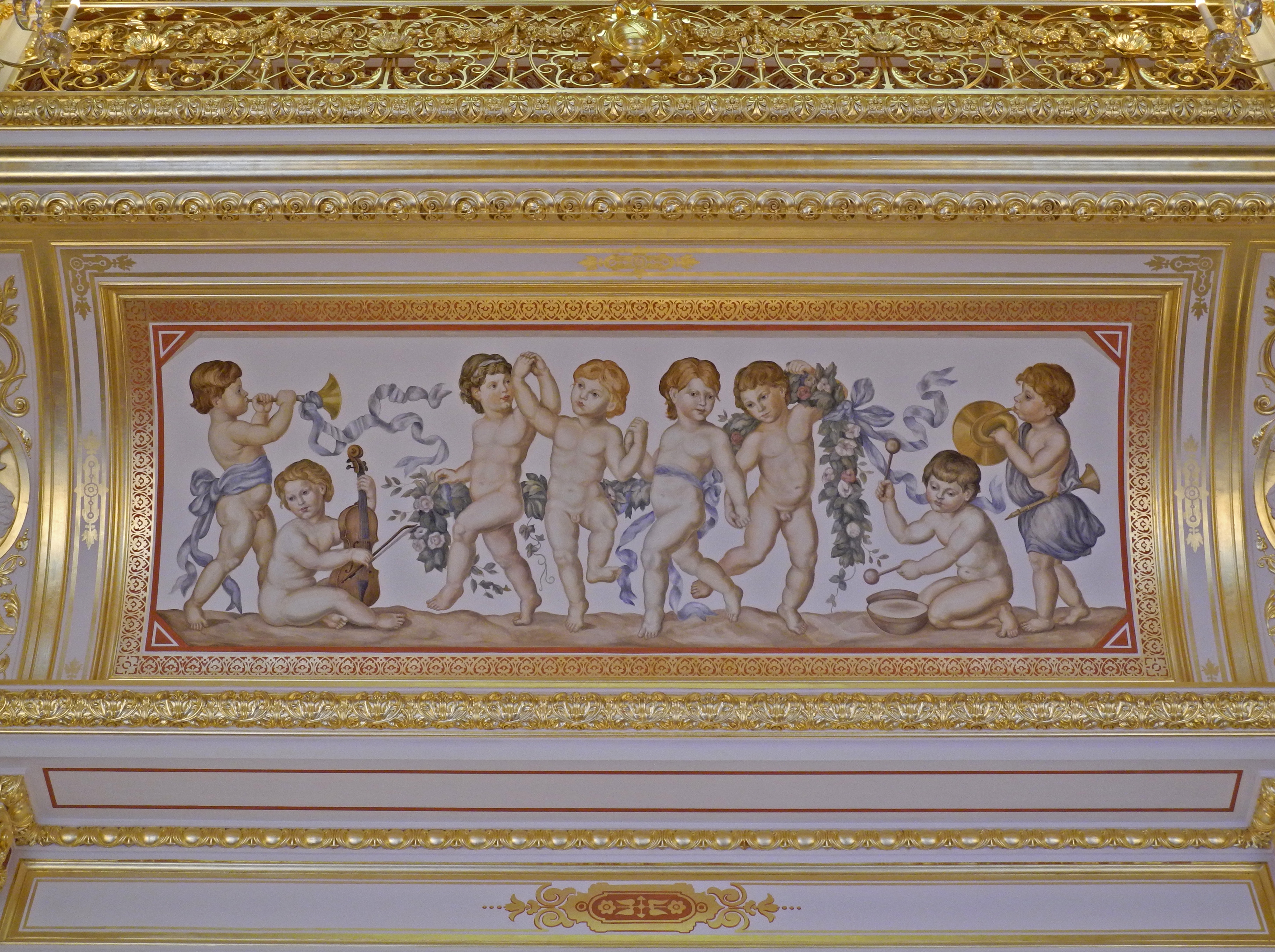
Musizierende Putten und Blumenkinder
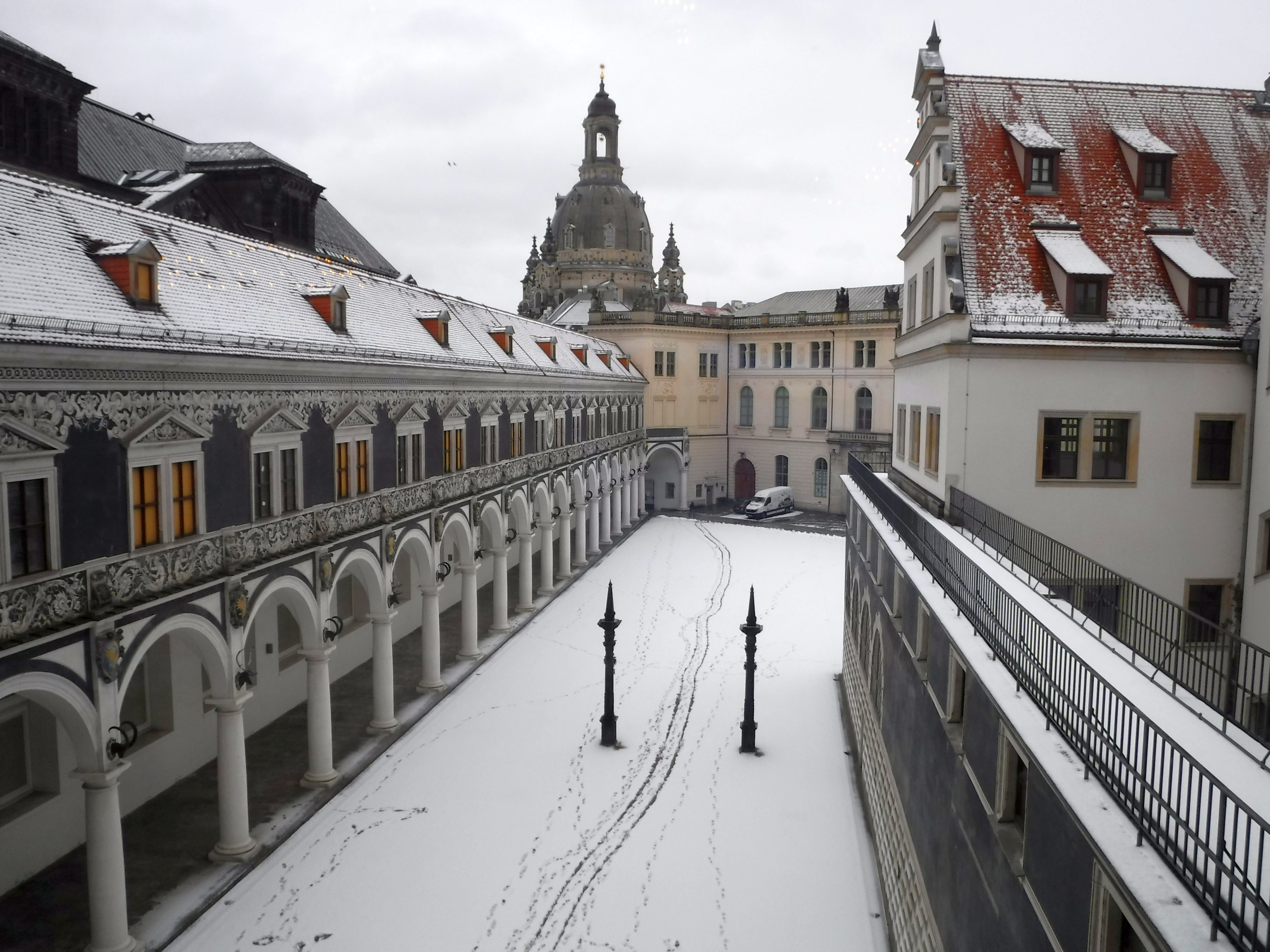
Blick aus dem Saal über den Stallhof auf die Frauenkirche